# Defenders Football Club 2019-2020
Questa voce raccoglie le informazioni riguardanti il Defenders nelle competizioni ufficiali della stagione 2019-2020.

## Maglie e sponsor
| Casa | Trasferta |

## Rosa
| N. |                      | Ruolo | Calciatore              |
| -- | -------------------- | ----- | ----------------------- |
| 1  | Sri Lanka (bandiera) | P     | Mohamed Luthfi          |
| 2  | Sri Lanka (bandiera) | D     | Nishan Jeevantha        |
| 3  | Sri Lanka (bandiera) | D     | Priyashan De Silva      |
| 4  | Nigeria (bandiera)   | D     | Olumide Agbeti          |
| 5  | Sri Lanka (bandiera) | C     | Bernard Ramaiyajesu     |
| 6  | Sri Lanka (bandiera) | A     | Mohamed Izzadeen        |
| 7  | Nigeria (bandiera)   | A     | Ismaila Abumere Ogudugu |
| 8  | Sri Lanka (bandiera) | C     | Sanka Danushka          |
| 9  | Ghana (bandiera)     | A     | Evans Asante            |
| 10 | Sri Lanka (bandiera) | C     | Chameera Sajith Kumara  |
| 11 | Sri Lanka (bandiera) | A     | Madushan de Silva       |
| 12 | Sri Lanka (bandiera) | D     | Sunil Roshan            |
| 13 | Sri Lanka (bandiera) | C     | Eranga Priyashantha     |
| 14 | Sri Lanka (bandiera) | D     | Lakshitha Jayathunga    |
| 15 | Sri Lanka (bandiera) | D     | Rasanga Dayawansha      |
| 16 | Sri Lanka (bandiera) | D     | Rasanga Dasanayaka      |

| N. |                      | Ruolo | Calciatore                    |
| -- | -------------------- | ----- | ----------------------------- |
| 17 | Sri Lanka (bandiera) | D     | Vigneswararasa Kajanathan     |
| 18 | Sri Lanka (bandiera) | D     | Subashana Fernando            |
| 19 | Sri Lanka (bandiera) | D     | Niroshan Pathirana            |
| 20 | Sri Lanka (bandiera) | D     | Hasitha Dhananjaya            |
| 21 | Sri Lanka (bandiera) | C     | Mohamed Ijas                  |
| 22 | Sri Lanka (bandiera) | P     | Sudesh Rangana                |
| 23 | Sri Lanka (bandiera) | A     | Sasindu Dilshan               |
| 24 | Sri Lanka (bandiera) | C     | Asikur Rahuman                |
| 25 | Sri Lanka (bandiera) | P     | Arunoda Thenuwara             |
| 26 | Sri Lanka (bandiera) | C     | Ajith Kumara                  |
| 27 | Sri Lanka (bandiera) | D     | Mohamed Waseeth               |
| 28 | Sri Lanka (bandiera) | C     | Sachin Rajawasam              |
| 29 | Sri Lanka (bandiera) | C     | Sampath Kumara                |
| 30 | Sri Lanka (bandiera) | A     | Nadeeshan Perera              |
|    | Sri Lanka (bandiera) | D     | Uday Keerthi Kumara           |
|    | Sri Lanka (bandiera) | D     | Rathnayake Bandara Warakagoda |

### Staff tecnico
- Shanmugam Pathmanathan - Allenatore

## Risultati

### AFC Cup

#### 1º turno preliminare
| Arbitro: | B. Heydari |

|                                                 |           |                                                     |
| Chameera Sajith Kumara 5’, 63’ Evans Asante 36’ | Marcatori | 12’ Dieudonne Fabassou 25’, 45+3’ Chencho Gyeltshen |

| Arbitro: | T. Faizullin |

|                                        |           |                                          |
| Chencho Gyeltshen 12’ Jigme Dorjee 51’ | Marcatori | 16’ Bernard Ramaiyajesu 53’ Evans Asante |